# Kakaduovití
Do čeledě kakaduovití jsou řazeni papoušci obývající Austrálii, Indonésii, Oceánii a Filipíny, jejichž typickým znakem je chocholka na hlavě.
Nejmenším zástupcem je korela chocholatá, největší kakadu je kakadu arový, který může dosáhnout hmotnosti až 1 kg.
Všichni kakaduovití kromě korely jsou zapsáni v příloze CITES, většina je chráněna, některé druhy jsou na pokraji vyhubení nebo zranitelní.

## Kakaduové
Jediná skupina papoušků, která vyměnila pestré barvy za bílou, růžovou a černou aniž by ztratili své kouzlo. Všichni kakaduové mají krásnou ozdobu hlavy – pohyblivou chocholku, podle jejichž pohybů se dá rozpoznat nálada jedince.
Žijí ze všech papoušků nejdéle, kakadu žlutočečelatý se dožívá až 119 let.
Kakaduové jsou ptáci vysloveně společenští, ve volné přírodě vytvářejí hejna, která se rozpadají pouze v době hnízdění.
V Evropě je popisuje již kniha De arte venandi cum avibus.
Papoušci kakadu používají nástroje.

## Třídění
Čeleď kakaduovití se rozpadá na dvě podčeledi - kakaduové (Cacatuinae) a korely (Nymphicinae) :

### Kakaduové
- rod: Callocephalon
  - kakadu přílbový (Callocephalon fimbriatum)
- rod: Probosciger
  - kakadu arový (Probosciger aterrimus)
- rod: Eolophus
  - kakadu růžový (Eolophus roseicapillus)
- rod: Cacatua
  - kakadu žlutolící (Cacatua sulphurea)
  - kakadu žlutočečelatý (Cacatua galerita)
  - kakadu brýlový (Cacatua ophthalmica)
  - kakadu molucký (Cacatua moluccensis)
  - kakadu bílý (Cacatua alba)
  - kakadu filipínský (Cacatua haematuropygia)
  - kakadu Goffinův (Cacatua goffini)
  - kakadu naholící (Cacatua sanguinea)
  - kakadu šalamounský (Cacatua dukorps)
  - kakadu tenkozobý (Cacatua tenuirostris)
  - kakadu inka (Cacatua leadbeateri)
- rod: Calyptorhynchus
  - kakadu černý (Calyptorhynchus funereus)
  - kakadu havraní (Calyptorhynchus magnificus)
  - kakadu hnědohlavý (Calyptorhynchus lathami)

### Korely
Jediným zástupcem je korela chocholatá. Je to běžný, travními semeny živící se pták, žijící po celé Austrálii. Je to také populární klecový pták.
- rod: Nymphicus
  - korela chocholatá (Nymphicus hollandicus)